# Österreichischer Basketballverband
Het Österreichischer Basketballverband (ÖBV) is de koepelorganisatie in Oostenrijk voor de beoefening van het basketbal. De ÖBV organiseert het basketbal in Oostenrijk en vertegenwoordigt het Oostenrijkse basketbal op internationale sportevenementen.
De bond is opgericht in 1948 en is lid van de Fédération internationale de basketball. Anno 2017 telde de bond 21.908 leden, verspreid over 160 verenigingen. 

## Ledenaantallen
Hieronder de ontwikkeling van het ledenaantal en het aantal verenigingen:
| Jaar | Aantal leden | Aantal verenigingen |
| ---- | ------------ | ------------------- |
| 2017 | 21.908       | 160                 |
| 2016 | 18.969       | 162                 |
| 2015 | 18.953       | 165                 |
| 2014 | 18.474       | 161                 |
| 2013 | 18.247       | 162                 |
| 2012 | 17.220       | 160                 |
| 2011 | 16.961       | 152                 |
| 2010 | 16.819       | 148                 |
| 2009 | 16.674       | 167                 |
| 2008 | 16.387       | 166                 |
| 2007 | 14.922       | 182                 |
| 2006 | 14.916       | 184                 |
| 2005 | 14.927       | 185                 |
| 2004 | 14.687       | 185                 |
| 2003 | 14.687       | 185                 |
| 2002 | 14.697       | 185                 |
| 2001 | 14.683       | 185                 |
| 2000 | 14.648       | 185                 |
| 1999 | 10.148       | 183                 |
| 1998 | 10.060       | 182                 |